# Cloreto de tereftaloila
O cloreto de tereftaloila é o cloreto de ácido correspondente ao ácido tereftálico. Ele e o p-fenilenodiamina são os dois monômeros usados no polímero Kevlar. Seu número de referência CAS é 100-20-9 e sua fórmula química é C8H4Cl2O2. É abreviado na literatura como TCL, do inglês terephthaloyl chloride
TCL é utilizado como um componente chave para polímeros de desempenho e fibras de aramida, nos quais transmite resistência à chama, resistência química, estabilidade a temperatura, peso leve, e muito resistência física alta. TCL é também um eliminador de água eficaz, utilizado para estabilizar os isocianatos e os pré-polímeros de uretano.